# Řád Suvorova (Rusko)
Řád Suvorova (rusky Орден Суворова) je státní vyznamenání Ruské federace. Navazuje na sovětský Řád Suvorova založený roku 1942 a používaný v Rusku i po rozpadu Sovětského svazu. V roce 2010 byl zaveden ruský Řád Suvorova s vlastními stanovami a odlišným vzhledem insignií.

## Historie
Řád Suvorova byl založen během existence Sovětského svazu v roce 1942. Po rozpadu SSSR byl řád zachován v systému státních vyznamenání Ruské federace. Jeho zachování stanovovala vyhláška Nejvyšší rady Ruské federace č. 2557-I ze dne 20. března 1992. Nicméně do roku 2010 neměl řád jakožto ruské vyznamenání oficiální stanovy ani popis.
Dekretem prezidenta Ruské federace č. 1099 O opatřeních ke zlepšení systému státních vyznamenání Ruské federace ze dne 7. září 2010 byly zavedeny oficiální stanovy i popis vyznamenání.
V lednu 2013 a znovu v dubnu 2015 byly stanovy řádu upraveny. Nadále bylo povoleno řád udílet kromě příslušníků ozbrojených sil i spolkům a vojenským jednotkám Ozbrojených sil Ruské federace.
Jako první nově upravený řád byl udělen dekretem prezidenta Ruské federace č. 842 ze dne 14. listopadu 2013 Rjazaňské vyšší škole vzdušných sil. Prezident Vladimir Putin osobně při své návštěvě této školy 15. listopadu 2013 připevnil odznak řádu a stuhu na bojový prapor této školy.

## Pravidla udílení
Řád se udílí velitelům velkých vojenských jednotek, jejich zástupcům, náčelníkům operačních ředitelství a operačních útvarů, náčelníkům bojových zbraní a speciálních sil za dovednou organizaci operací a vedení seskupení vojsk, velkých formací a vojenských jednotek, které umožnilo i přes silný odpor nepřítele, jeho početní převahu, lepší technické vybavení a příznivější umístění jednotek na bojišti, dosáhnout daných cílů operací, ubránit nejdůležitější oblast svého území či území spojeneckých států, vytvořit podmínky pro převzetí iniciativy a provádění následných operací s útočnými misemi. Udílen je i za zkušenou organizaci a vedení formací ozbrojených sil Ruské federace při provádění opatření strategického významu, která slouží jako prevence k deeskalaci agrese či ozbrojeného konfliktu proti Ruské federaci a/nebo proti jeho spojencům. Řád lze udělit i posmrtně.
Ve výjimečných případech může být udělen i spolkům, vojenským formacím a jednotkám za vynikající zásluhy při obraně vlasti, při operacích zajišťujících udržení či obnovení mezinárodního míru a při protiteroristických operacích, stejně jako za operace na souši i ve vzduchu během nichž i přes početní převahu nepřítele bylo dosaženo cílů operace při plném zachování bojeschopnosti vojenských jednotek.
Řád může být udělen i zahraničním občanům, a to nejvyšším důstojníkům spojeneckých sil, kteří se podíleli na operacích za stejných podmínek, jako je tomu v případě ruských vojáků.

### Pravidla nošení vyznamenání
Řád Suvorova se nosí nalevo na hrudi. V přítomnosti dalších řádů Ruské federace se nachází za Řádem Alexandra Něvského. V období od 16. prosince 2011 do 12. dubna 2012 se nosil za Řádem přátelství.
Při zvláštních příležitostech a pro možnost každodenního nošení existuje miniatura řádu, která se v takovém případě nosí za miniaturou Řádu Alexandra Něvského. Stejně tak je umístěna stuha Řádu Suvorova za stuhou Řádu Alexandra Něvského.
V případě udělení řádu vojenským jednotkám, je odznak i stuha řádu připevněna na přední straně bojového praporu jednotky.

## Insignie
Řádový odznak má podobu pozlaceného kříže. Mezi rameny kříže jsou stříbrné shluky paprsků. Uprostřed kříže je kulatý stříbrný medailon s vystouplým okrajem. V medailonu je pozlacená podobizna Alexandra Vasiljeviče Suvorova z profilu. Ve spodní části medailonu jsou vavřínová a dubová větvička, které jsou propleteny stuhou. Při vnějším horním okraji medaile je nápis v cyrilici АЛЕКСАНДР СУВОРОВ (Aleksandr Suvorov). Tento nápis je červeně smaltovaný. Na zadní straně je sériové číslo. Vzdálenost mezi protilehlými rameny kříže je 40 mm a mezi protilehlými hroty nejdelších paprsků 35 mm. V případě miniatury je vzdálenost mezi protilehlými rameny kříže 15,4 mm.
Odznak je připojen pomocí jednoduchého kroužku ke kovové destičce ve tvaru pětiúhelníku potažené hedvábnou stuhou z moaré tmavě zelené barvy. Stuha je široká 24 mm. Uprostřed stuhy je oranžový pruh široký 5 mm. V případě stuhy použité na bojovém praporu je šířka stuhy 100 mm.

## Fotogalerie

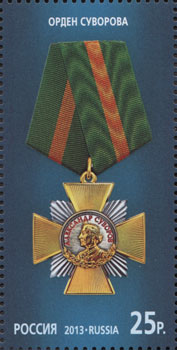
Ruská poštovní známka z roku 2013 s vyobrazením ruského Řádu Suvorova
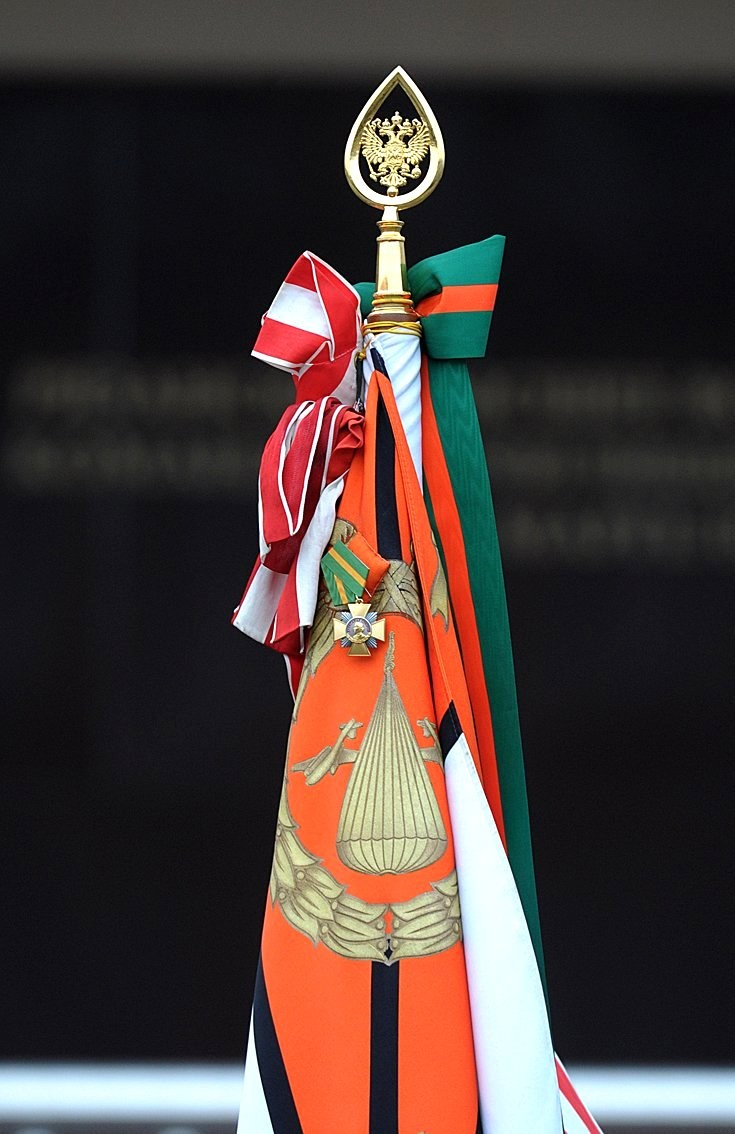
Bojový prapor Rjazaňské vyšší školy vzdušných sil s Řádem Suvorova, 2013
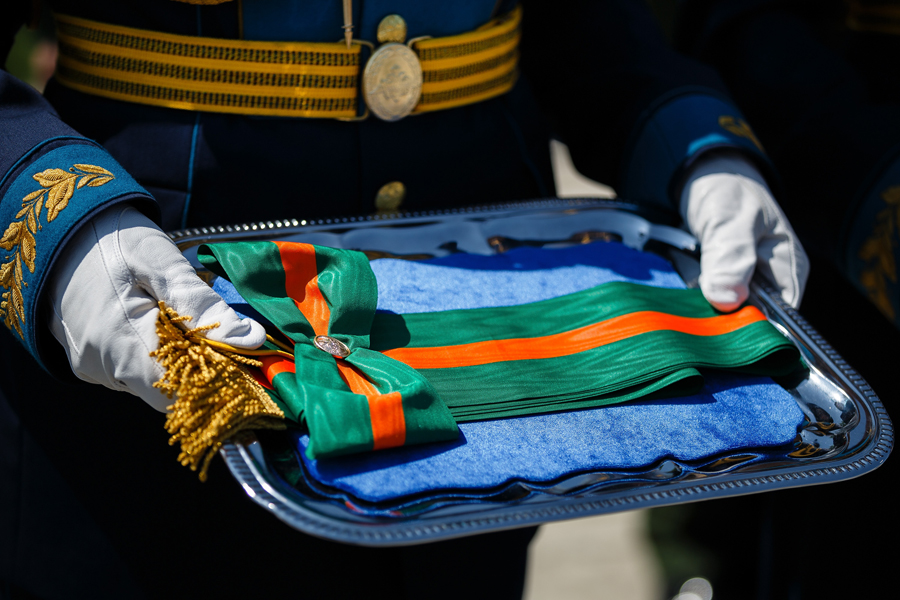
Stuha řádu připravená k slavnostnímu připevnění na bojový prapor